# Золотой орёл (кинопремия, 2004)
Национальная премия «Золотой орёл» за 2003 год — кинопремия, присужденная в 2004 году Национальной Академией кинематографических искусств и наук России с целью поддержания отечественного кинематографа, сохранения культурной самобытности и основ национального кинопроизводства, поощрения и пропаганды лучших произведений российского и зарубежного киноискусства.
Торжественная церемония вручения Национальной премии в области кинематографии «Золотой орёл» за 2003 год прошла 31 января 2004 года в Первом павильоне «Мосфильма». Лауреаты премии «Золотой орёл» за 2003 год были определены накануне проведения торжественной Церемонии прямым тайным голосованием членов и членов-корреспондентов Академии.

## Отбор номинантов
На соискание премии в 20 номинациях рассматривались:
- Отечественные кинофильмы [комм 1], впервые показанные в России в период с 1 ноября 2002 года по 31 октября 2003 года.
- Отечественные сериалы и телефильмы, первый показ которых был завершен в период с 1 сентября 2002 года по 31 августа 2003 года.
- Зарубежные кинофильмы, выпущенные в прокат на территории Российской Федерации в период с 1 ноября 2002 года по 31 октября 2003 года.

Для отбора номинантов был сформирован экспертный совет который рассмотрел игровые фильмы, а также неигровые фильмы, сериалы и телесериал, и предоставил рекомендательные списки. По данным спискам путём тайного голосования членами Академии был проведен отбор номинантов. Пять фильмов были выбраны в номинации «Лучший фильм» и по три номинанта в во всех остальных номинациях.
Накануне торжественной церемонии был проведен второй этап тайного голосования для определения победителя в каждой из номинаций. Также, по решению Президиума Академии, вручены специальная премии.

## Список номинантов и лауреатов
★ Победители выделены отдельным цветом. 
| Номинация                                    | Лауреаты и номинанты | Лауреаты и номинанты                                                                        | Лауреаты и номинанты |
| -------------------------------------------- | --- | ------------------------------------------------------------------------------------------- | -------------------- |
| Лучший игровой фильм                         | ★ «Возвращение» продюсер: Дмитрий Лесневский; режиссёр: Андрей Звягинцев                                                               | ★ «Возвращение» продюсер: Дмитрий Лесневский; режиссёр: Андрей Звягинцев                    |                      |
| Лучший игровой фильм                         | • «Бедный, бедный Павел» продюсер: Андрей Зерцалов; режиссёр: Виталий Мельников                                                        |                                                                                             |                      |
| Лучший игровой фильм                         | • «Коктебель» продюсер: Роман Борисевич; режиссёры: Борис Хлебников, Алексей Попогребский                                              |                                                                                             |                      |
| Лучший игровой фильм                         | • «Магнитные бури» продюсер: Александр Потёмкин; режиссёр: Вадим Абдрашитов                                                            |                                                                                             |                      |
| Лучший игровой фильм                         | • «Прогулка» продюсер: Алексей Учитель; режиссёр: Алексей Учитель                                                                      |                                                                                             |                      |
| Лучший игровой телевизионный фильм           | ★ «Идиот» режиссёр: Владимир Бортко | ★ «Идиот» режиссёр: Владимир Бортко                                                         |                      |
| Лучший игровой телевизионный фильм           | • «Наследницы» режиссёр: Эльёр Ишмухамедов                                                                                             |                                                                                             |                      |
| Лучший игровой телевизионный фильм           | • «Театральный роман» режиссёры: Юрий Гольдин, Олег Бабицкий                                                                           |                                                                                             |                      |
| Лучший игровой телевизионный сериал          | ★ «Бригада» режиссёр: Алексей Сидоров                                                                                                  | ★ «Бригада» режиссёр: Алексей Сидоров                                                       |                      |
| Лучший игровой телевизионный сериал          | • «Две судьбы» режиссёры: Валерий Усков, Владимир Краснопольский                                                                       |                                                                                             |                      |
| Лучший игровой телевизионный сериал          | • «Русские в городе ангелов» режиссёр: Родион Нахапетов                                                                                |                                                                                             |                      |
| Лучший неигровой фильм                       | ★ «Погибли за Францию» режиссёр: Сергей Зайцев                                                                                         | ★ «Погибли за Францию» режиссёр: Сергей Зайцев                                              |                      |
| Лучший неигровой фильм                       | • «Георгий Жженов. Русский крест» (фильм первый) режиссёр: Сергей Мирошниченко                                                         |                                                                                             |                      |
| Лучший неигровой фильм                       | • «Горе уму или Эйзенштейн и Мейерхольд: двойной портрет в интерьере эпохи» режиссёр: Галина Евтушенко                                 |                                                                                             |                      |
| Лучший анимационный фильм                    | ★ «Полтора кота» режиссёр: Андрей Хржановский                                                                                          | ★ «Полтора кота» режиссёр: Андрей Хржановский                                               |                      |
| Лучший анимационный фильм                    | • «Букашки» режиссёр: Михаил Алдашин                                                                                                   |                                                                                             |                      |
| Лучший анимационный фильм                    | • «Красные ворота Расёмон» режиссёр: Александр Татарский, Валентин Телегин                                                             |                                                                                             |                      |
| Лучшая режиссёрская работа                   | | ★ Вадим Абдрашитов за фильм «Магнитные бури»                                                |                      |
| Лучшая режиссёрская работа                   | • Виталий Мельников за фильм «Бедный, бедный Павел»                                                                                    |                                                                                             |                      |
| Лучшая режиссёрская работа                   | • Андрей Звягинцев за фильм «Возвращение»                                                                                              |                                                                                             |                      |
| Лучший сценарий                              | | ★ Анатолий Гребнев за фильм «Кино про кино»                                                 |                      |
| Лучший сценарий                              | • Александр Миндадзе за фильм «Магнитные бури»                                                                                         |                                                                                             |                      |
| Лучший сценарий                              | • Дуня Смирнова за фильм «Прогулка» |                                                                                             |                      |
| Лучшая женская роль                          | | ★ Ирина Пегова за роль Оли в фильме «Прогулка»                                              |                      |
| Лучшая женская роль                          | • Рената Литвинова за роль Лары в фильме «Небо. Самолёт. Девушка»                                                                      |                                                                                             |                      |
| Лучшая женская роль                          | • Виктория Толстоганова за роль Марины в фильме «Магнитные бури»                                                                       |                                                                                             |                      |
| Лучшая мужская роль                          | | ★ Евгений Миронов за роль князя Мышкина в фильме «Идиот»                                    |                      |
| Лучшая мужская роль                          | • Сергей Безруков за роль Саши Белого в фильме «Бригада»                                                                               |                                                                                             |                      |
| Лучшая мужская роль                          | • Виктор Сухоруков за роль Павла I в фильме «Бедный, бедный Павел»                                                                     |                                                                                             |                      |
| Лучшая женская роль второго плана            | | ★ Инна Чурикова за роль Лизаветы Прокофьевны в фильме «Идиот»                               |                      |
| Лучшая женская роль второго плана            | • Ольга Будина за роль Аглаи Епанчиной в фильме «Идиот»                                                                                |                                                                                             |                      |
| Лучшая женская роль второго плана            | • Татьяна Лаврова за роль Татьяны Юрьевны в фильме «Кино про кино»                                                                     |                                                                                             |                      |
| Лучшая мужская роль второго плана            | | ★ Олег Янковский за роль графа Петра Палена в фильме «Бедный, бедный Павел»                 |                      |
| Лучшая мужская роль второго плана            | • Владимир Ильин за роль Лебедева в фильме «Идиот»                                                                                     |                                                                                             |                      |
| Лучшая мужская роль второго плана            | • Сергей Гармаш за роль урки в фильме «А поутру они проснулись»                                                                        |                                                                                             |                      |
| Лучшая операторская работа                   | ★ Михаил Кричман за фильм «Возвращение»                                                                                                | ★ Михаил Кричман за фильм «Возвращение»                                                     |                      |
| Лучшая операторская работа                   | • Юрий Клименко, Павел Костомаров за фильм «Прогулка»                                                                                  |                                                                                             |                      |
| Лучшая операторская работа                   | • Александр Антипенко за фильм «Радости и печали маленького лорда»                                                                     |                                                                                             |                      |
| Лучшая работа художника-постановщика         | ★ Александр Загоскин за фильм «Бедный, бедный Павел»                                                                                   | ★ Александр Загоскин за фильм «Бедный, бедный Павел»                                        |                      |
| Лучшая работа художника-постановщика         | • Владимир Карташов за фильм «Кармен»                                                                                                  |                                                                                             |                      |
| Лучшая работа художника-постановщика         | • Владимир Ермаков за фильм «Магнитные бури»                                                                                           |                                                                                             |                      |
| Лучшая работа художника-постановщика         | • Константин Загорский, Евгений Качанов за фильм «Радости и печали маленького лорда»                                                   |                                                                                             |                      |
| Лучшая работа художника по костюмам          | ★ Лариса Конникова за фильм «Бедный, бедный Павел»                                                                                     | ★ Лариса Конникова за фильм «Бедный, бедный Павел»                                          |                      |
| Лучшая работа художника по костюмам          | • Марина Здорнова-Патеновская за фильм «Вторая невеста императора»                                                                     |                                                                                             |                      |
| Лучшая работа художника по костюмам          | • Ирина Зозуля за фильм «Старухи» |                                                                                             |                      |
| Лучшая работа художника по костюмам          | • Светлана Титова за фильм «Шик» |                                                                                             |                      |
| Лучшая музыка к фильму                       | ★ Андрей Петров за музыку к фильму «Бедный, бедный Павел»                                                                              | ★ Андрей Петров за музыку к фильму «Бедный, бедный Павел»                                   |                      |
| Лучшая музыка к фильму                       | • Алексей Рыбников за музыку к фильму «Жизнь одна»                                                                                     |                                                                                             |                      |
| Лучшая музыка к фильму                       | • Геннадий Гладков за музыку к фильму «Кармен»                                                                                         |                                                                                             |                      |
| Лучший монтаж фильма                         | ★ Лидия Миллиоти за фильм «Магнитные бури»                                                                                             | ★ Лидия Миллиоти за фильм «Магнитные бури»                                                  |                      |
| Лучший монтаж фильма                         | • Владимир Могилевский за фильм «Возвращение»                                                                                          |                                                                                             |                      |
| Лучший монтаж фильма                         | • Елена Андреева за фильм «Прогулка»                                                                                                   |                                                                                             |                      |
| Лучшая работа звукорежиссёра                 | ★ Андрей Худяков за фильм «Возвращение»                                                                                                | ★ Андрей Худяков за фильм «Возвращение»                                                     |                      |
| Лучшая работа звукорежиссёра                 | • Ася Зверева за фильм «Бедный, бедный Павел»                                                                                          |                                                                                             |                      |
| Лучшая работа звукорежиссёра                 | • Евгений Поздняков за фильм «Магнитные бури»                                                                                          |                                                                                             |                      |
| Лучший зарубежный фильм в российском прокате | ★ «Пианист» (The Pianist) · режиссёр: Роман Полански Польша Франция Германия Великобритания                                            | ★ «Пианист» (The Pianist) · режиссёр: Роман Полански Польша Франция Германия Великобритания |                      |
| Лучший зарубежный фильм в российском прокате | • «Гуд бай, Ленин!» (Good Bye Lenin!) · режиссёр: Вольфганг Беккер Германия                                                            |                                                                                             |                      |
| Лучший зарубежный фильм в российском прокате | • «Догвилль» (Dogville) · режиссёр: Ларс фон Триер · Дания Швеция Великобритания Франция Германия Нидерланды Норвегия Финляндия Италия |                                                                                             |                      |

## Комментарий
1. ↑  Под «отечественным фильмом» понимается фильм, удовлетворяющий требованиям федерального закона от 22.08.1996 № 123-ФЗ «О государственной поддержке кинематографии Российской Федерации» и «Положению о национальном фильме» Министерства культуры Российской Федерации[1].